# Thasos (mythologie)
Pour les articles homonymes, voir Thasos.
Dans la mythologie grecque, Thasos (en grec ancien Θάσος / Thásos) est le héros éponyme de l'île de Thasos.
Son ascendance est confuse : Thasos est fils de Poséidon selon le pseudo-Apollodore, mais fils de Cilix chez Phérécyde (préservé par Apollodore) et de Phénix chez Hérodote. Il serait aussi fils d'Agénor et de Téléphassa.[réf. nécessaire]